# PMPoland
PMPoland S.A. – producent maszyn papierniczych z sektora średniego, będący od 2020 r. częścią fińskiego koncernu Valmet. Siedziba przedsiębiorstwa znajduje się w Jeleniej Górze.

## Historia
Historia produkcji papieru w okolicach Jeleniej Góry sięga już II połowy XVI wieku ze względu na dobre warunki wodne. Górskie rzeki mogły dostarczać czystą wodę do procesów technologicznych oraz poruszania urządzeń papierniczych. W okolicach Jeleniej Góry zaczęły rozwijać się prężnie papiernie ze względu na dużą tradycję ręcznego czerpania papieru oraz dobre warunki leśne, które stały się zapleczem surowca. Zwiększyło to popyt na usługi remontowe maszyn papierniczych. Sytuację wykorzystał Heinrich Füllner w roku 1854 budując w Cieplicach (obecnie dzielnicy Jeleniej Góry) zakład produkujący i remontujący maszyny papiernicze. Po śmierci Heinricha Füllnera do rozwoju firmy przyczynił się jego syn Eugen Füllner. Jeszcze przed II wojną światową zakład zmieniał kilka razy właściciela.
Po II wojnie światowej, gdy tereny Dolnego Śląska przeszły w granice Polski, tradycja produkcji maszyn papierniczych została kontynuowana. Od 1945 r. rozpoczął się rozwój Fabryki Maszyn Papierniczych Fampa pod zarządem państwowym. Działalność firmy można podzielić na trzy okresy:
- 1945–1950 – organizacja przedsiębiorstwa,
- 1950–1964 – budowa pierwszych maszyn papierniczych na podstawie dokumentacji i wiedzy konstruktorów firm niemieckich sprzed II wojny światowej oraz na podstawie własnych doświadczeń,
- 1964–1990 – budowa maszyn w oparciu o umowę licencyjną z angielsko-amerykańską firmą będącą największym na świecie koncernem specjalizującym się w budowie urządzeń dla przemysłu papierniczego.

Umowa licencyjna z firmą Walmsleys-Beloit przyczyniła się do postępu technicznego w jeleniogórskiej fabryce, ponieważ wszystko, co produkował Beloit mogła wytwarzać Fampa. Miało to znaczący wpływ na rozwój polskiego przemysłu papierniczego w II połowie XX wieku.
W 1990 roku wraz ze zmianami ustrojowymi przekształcono firmę w spółkę akcyjną i rozpoczęto pozyskiwanie kapitału na rozwój i modernizację firmy. Inwestorem została firma Beloit a spółka przyjęła nazwę Beloit Poland S.A. W latach 1990–2000 firma zyskała opinię przedsiębiorstwa specjalizującego się w produkcji maszyn wytwarzających papier higieniczny. Produkowano również wlewy hydrauliczne oraz nawijarki.
W 2000 r. Beloit,zbankrutowała. Menadżerowie z Polski oraz ze Stanów Zjednoczonych przejęli fabrykę Beloit Poland i utworzyli przedsiębiorstwo PMPoland S.A. (będącą skrótem od słów Producent Maszyn Papierniczych). Podczas pierwszego zebrania Rady Nadzorczej wybrano na prezesa centrali korporacji Zbigniewa Manugiewicza. W 2017 r. Prezesem PMPoland S.A. został Mirosław Pietraszek.
W 2019 spółka zatrudniała ok. 650 osób i posiadała oddziały  w czterech krajach (Polska, USA, Chiny, Włochy) a jej  wartość szacowano na 64 miliony EUR. We wrześniu 2020 spółka została przejęta przez fińską korporację Valmet stając się jej częścią.

## Oddziały PMP Group
W 2021 w skład grupy PMP wchodziły:
- PMPoland S.A. (Jelenia Góra) – główna siedziba PMP Group odpowiedzialna za wykonywanie projektów kapitałowych, handel, marketing, projekty, engineering, usługi montażowe oraz serwis na terenie Europy.
- PMP Financial Center (Jelenia Góra) – oddział odpowiedzialny za usługi finansowe dla PMP Group, dział IT oraz HR.
- PMP Americas Inc. (Machesney Park, USA) – biuro handlowe w Stanach Zjednoczonych zajmujące się również podwykonawstwem oraz usługami serwisowymi dla Ameryki Północnej.
- PMP IB Machinery and Technology Co. Ltd. (Changzhou, Chiny) – centrum doskonalenia maszyn do produkcji papierów higienicznych EcoEc, wsparcie projektowe oraz produkcyjne projektów kapitałowych oraz usługi serwisowe na terenie Azji.
- PMP Rolls & Service (Świecie) – oddział odpowiedzialny za wytwarzanie i serwisowanie walców.
- PMPower S.r.l. (Lucca, Włochy) – jednostka odpowiedzialna za projektowanie rozwiązań w zakresie oszczędzania energii.
- PMPKonmet Sp. z.o.o. (Jelenia Góra) – zajmuje się wytwarzaniem konstrukcji ze stali czarnej.

## Produkty
W obszarze „tissue”:
- Kompletne ciągi technologiczne;
- Modernizacje istniejących ciągów technologicznych;
- Systemy przygotowania i dostarczania masy;
- Nowe sekcje do maszyn tissue: wlewy hydrauliczne, 4-wałowe formery, prasy, stalowe cylindry Yankee, nakrywy parowe oraz nawijarki.

W obszarze „paper”
- Kompletne ciągi technologiczne;
- Przebudowy istniejących ciągów technologicznych;
- Systemy doprowadzania masy;
- Nowe sekcje do maszyn papierniczych: wlewy hydrauliczne, wstrząsarki, formery, prasy szerokiego docisku, prasy zaklejająca, suszarki, mikrokrepiarki, nawijarki.

PMP zajmuje się również precyzyjną obróbką, wykonawstwem oraz montażem kompleksowych i wielkogabarytowych maszyn (podwykonawstwo).